# Topi Raitanen
Topi Olli Vihtori Raitanen (Tampere, 7 de febrero de 1996) es un deportista finlandés que compite en atletismo.
Ganó una medalla de oro en el Campeonato Europeo de Atletismo de 2022, en la prueba de 3000 m obstáculos. Participó en los Juegos Olímpicos de Tokio 2020, ocupando el octavo lugar en la misma prueba.

## Palmarés internacional
| Campeonato Europeo | Campeonato Europeo | Campeonato Europeo | Campeonato Europeo |
| Año                | Lugar              | Medalla            | Prueba             |
| ------------------ | ------------------ | ------------------ | ------------------ |
| 2022               | Múnich (Alemania)  | Medalla de oro     | 3000 m obstáculos  |